# Església d'Alexandre Nevski
L'església d'Alexandre Nevski (en rus: Церковь Александра Невского, Tsèrkov Aleksandra Nèvskogo) és una església ortodoxa russa en honor d'Alexandre Nevski. Està situada a Peterhof, prop de Sant Petersburg, i fou construïda a petició de Nicolau I de Rússia. Va ser dissenyada per Karl Friedrich Schinkel seguint l'estil del neogòtic el 1829, i es va consagrar el juliol del 1834. Abans de la Revolució Russa de 1917, aquesta estructura neogòtica de l'església funcionava com a església privada de la casa de Romànov.